# موتور حسن جعفر زهی
موتور حسن جعفر زهی یک منطقهٔ مسکونی در ایران است که در دهستان پیرسهراب واقع شده‌است. موتور حسن جعفر زهی ۱۲ نفر جمعیت دارد.